# Lagoa Grande (Minas Gerais)
Lagoa Grande è un comune del Brasile nello Stato del Minas Gerais, parte della mesoregione del Noroeste de Minas e della microregione di Paracatu.